# Lawiniusz
Lawiniusz – imię męskie pochodzenia łacińskiego, oznaczające "mężczyzna pochodzący z miasta Lawinium w Lacjum".
Lawiniusz imieniny obchodzi 14 kwietnia.
Znane osoby noszące imię Lawiniusz:
- Lavinius (I poł. II wieku) – gramatyk rzymski

Żeński odpowiednik: Lawinia